# Ана Маєр-Канськи
Ана Маєр-Канськи (словен. Ana Mayer-Kansky; 20 червня 1895, Ложе, Словенія — 3 листопада 1962, Подград
, Словенія) — перша словенська жінка-хімік і доктор хімії.

## Життєпис
Народилася в сім'ї Карла Маєра, словенського підприємця. Мати — Ана Деяк, уродженка містечка Сеножече, де знаходилася відома пивоварня і робилося прошутто. Ана, яку в сім'ї називали Анкою, відвідувала школу в Віпаві (1902—1907), ліцей і класичну гімназію в Любляні. Вона стала відомою як одна з перших дівчаток, яким дозволили навчатися в гімназії.
У 1914—1918 роках Ана навчалася на філософському факультеті Віденського університету, де вивчала хімію, як основний предмет, і фізику, як додатковий. Однак вмираючий батько перед вступомм умовив Ану заробити гроші на навчання, оскільки давав матері клятву, що не буде сам посилати Ану вчитися. Дівчина повинна була збирати абрикоси в садах і продавати їх у Трієст і Горіцію, щоб накопичити кошти на навчання. Зібравши гроші, вона поїхала вчитися до Відня, де познайомилася з одним з депутатів парламенту Австро-Угорщини від Істрії, який дозволив їй та її подрузі Клаудії Габріелчич відвідувати засідання парламенту. Обидві вони були присутні на церемонії прийняття Травневої деклараціїПівденноослов'янським клубом.
Події, які призвели до розпаду Австро-Угорщини, обернулися тим, що керівництво Віденського університету зобов'язало слов'янських студентів негайно покинути університет. Через це Ана закінчувала свою освіту в Люблянському університеті, де 1920 року написала дисертацію «Про дію формаліну на крохмаль» і стала першою жінкою-доктором наук Люблянського університету. 1921 року вона вийшла заміж за Євгена Канського, професора медичного факультету Люблянського університету; у шлюбі народилися діти Олексій, Євген і Нушо.
1922 року подружжя заснувало перший завод з виробництва діетилового етеру та інших хімічних продуктів. На Крековій площі, де проживала сім'я, в будинку на першому поверсі розташовувалися приміщення керівництва і лабораторія, а також склад з реактивами і матеріалами, необхідними для експериментів. Завод захопили німці в роки війни, а в повоєнні роки націоналізований як «Завод хімічної продукції „Arbo“».

## Вшанування
1978 року Університет Падуї включив посмертно Ану Маєр-Канськи до списку 100 найвидатніших жінок: вона зайняла 72-е місце як володарка ступеня доктора наук, який здобула 1920 року.